# Dwór Pieńkowskich w Sutnie
Dwór Pieńkowskich – dawny dwór szlachecki stanowiący własność rodziny Pieńkowskich. Znajdował się w miejscowości Sutno w gminie Mielnik, w powiecie siemiatyckim województwa podlaskiego.
Zniszczony został w 1939 roku. Pozostały resztki alei dojazdowej oraz parku.
Informacje dotyczące dworu zachowały się m.in. w inwentarzu parafialnym z 1843 roku – wynika z nich, że ówczesnym właścicielem był Dominik Pieńkowski, a we dworze zamieszkiwały 24 osoby.
W czasie II wojny światowej na terenie majątku Pieńkowskich doszło do rozstrzelania okolicznych mieszkańców przez Niemców.
Z dworem związany był m.in. malarz, prof. Ignacy Pieńkowski – jego obrazy prezentowane są w saloniku ziemiańskim na terenie Muzeum Rolnictwa w Ciechanowcu, wśród przedmiotów przeniesionych z dworu w Sutnie.